# Грил (артиљерија)
Серија самоходних артиљеријских возила под називом Бизон произведена је у Немачкој током Другог светског рата. Бизон је био базиран на шасији чешког тенка Панцер 38(т) и био је наоружан немачким тешким пешадијским топом 15 cm сИГ 33..

## Развој

### Бизон Аусф. Х
Прва варијанта Бизона била је базирана на шасији тенка Панцер 38(т) Аусф. Х, који је има мотор смештен у задњем делу тела. Купола тенка је била уклољена и замењена четвороугаоном оклопљеном надградњом скоро вертикалних страна у чији предњи део је био монтиран немачки тешки пешадијски топ калибра 150 mm сИГ 33.
Током 1943. године је укупно произведено 91 возило овог типа. Званичан назив овог возила био је 15 cm швере Инфантеригешиц 33 (Сф) Гешицваген 38(т) Бизон Аусф Х (Сд. Кфз 138/1), на нем. (15 cm schweres Infanteriegeschütz 33 (Sf) auf Geschützwagen 38(t) Bison Ausf. H (Sd.Kfz. 138/1)).

### Бизон Аусф. М
Друга варијанта Бизона била је базирана на шасији тенка Панцер 38(т) Аусф. М, код које је мотор био смештен на средину оклопљеног тела. Као и код претходних верзија, и код ове је купола уклољена и замесена новом оклопљеном надградњом. За разлику од Бизона Аусф. Х, оклопљена надградња је била смештена на задњи део возила и била је мања и незнатно виша. Ово возило је такође било наоружано тешким пешадијским топом сИГ 33 калибра 150 mm
Нови модел је развијен зато што претходни модел Бизона није задовољио током борбене употребе. Због тешког главног наоружања, које је било смештено у предњем делу борбеног одељења, ово возило је било веома нестабилно. Код нове верзије је овај проблем решен тако што је главно наоружање смештено у борбено одељење које се налазило на задњем делу возила.
Током 1943. и 1944. године укупно је произведено 282 возила овог типа и 120 ненаоружаних носача муниције који су уместо главног наоружања имали уграђен простор за смештај граната. Носачи муниције су могли у сваком тренутку, чак и у пољским условима, поново бити претворени у борбена возила захваљујући једноставној монтажи топовског наоружања.
Званична ознака овог возила била је 15 cm Инфантеригешиц 33/1 (Сф) ауф Гешицваген 38 (т) Бизон Аусф. М (Сд. Кфз. 138/1), на нем. (15cm schweres Infanteriegeschütz 33/1 (Sf) auf Geschützwagen 38(t) Bison Ausf. M (Sd.Kfz. 138/1)).

## Борбена употреба
Обе верзије налазиле су се у наоружању оклопних и оклопно-гренадирских дивизија, у саставу њихових артиљеријских јединица. У борбеним формацијама коришћени су у батеријама од по шест возила.